# 최오백
최오백(崔午百, 1992년 3월 10일 ~ )은 대한민국의 축구 선수로, 포지션은 윙어이다. 현재 K3리그 FC 목포에서 활약하고 있다. 빠른 발을 활용하여 주로 우측면에서 활약한다. 2018 시즌 이후 윙백 포지션에서도 많이 활약하고 있다.

## 클럽 경력

### 조선대학교
조선대학교 한영일 감독 하에 지도 받았다. 2014년 U리그에서 조선대학교는 별다른 활약을 보이지 못했으나 서울 이랜드 FC의 마틴 레니 감독의 눈에 띄어 팀의 창단 첫해 스쿼드 구상에 포함되었다.

### 서울 이랜드 FC
2015 시즌 신생팀 서울 이랜드 FC에 신인드래프트로 지명되어 입단하였고, 등번호는 23번을 부여받았다. 2015년 5월 23일 12라운드 고양 Hi FC와의 원정 경기에서 교체투입되며 데뷔전을 치렀다. 같은 해 8월 안산 경찰청과의 홈경기에서 첫 어시스트를 기록했다. 최오백은 2015시즌 동안 총 6경기에 출장했으며, 선발출장 횟수는 0회였다.
2016 시즌 초반에는 부상 등으로 인해 기회를 부여받지 못하다, 6월 25일 19라운드 부산 아이파크와의 홈 경기에서 선발 출전하며, 시즌 첫 출장을 기록하였다. 8월 22일 31라운드 고양 자이크로 FC와의 홈 경기에서 동점골을 기록하며, 자신의 프로 데뷔골을 신고하였다. 이는 최오백의 프로 통산 14번째 경기 출전날이었다. 또한 바로 다음 라운드였던 9월 4일 부산 아이파크와의 원정 경기에서 다시 한번 동점골을 기록하며, 두 경기 연속골을 터뜨리는 동시에 두 경기 연속 팀을 패배에서 구해냈다. 2016시즌 최오백은 총 16경기에 출전하였고, 그 중 13골이 선발출전이었다. 공격포인트는 총 6개로, 2골 4도움을 기록하며 시즌을 마무리지었다.
2017 시즌을 앞두고 팀의 7번이자 주장이었던 김재성이 팀을 떠나고, 7번의 빈자리를 최오백이 채우게 되었다. 그러나 3월 12일 서울 이랜드의 홈 개막전이었던 경남 FC전에서 부상으로 인해 교체되었고, 재활 문제로 시즌 전반기를 모두 출전하지 못하였다. 7월 24일 22라운드 FC 안양과의 원정 경기에서 교체 투입되며 4개월만에 그라운드를 밟았다. 8월 12일 24라운드 부천 FC 1995와의 경기에 선발 출전 후, 팀의 두번째 골이자 결승골을 기록하며, 팀을 9경기 연속 무승으로부터 구출해냈다. 또한 최오백 자신에게도 343일만에 득점을 기록하게 되면서, 오랜 기간의 무득점을 깼다. 8월 23일 26라운드 아산 무궁화를 상대로 3-2 승리를 거둔 경기에서 해트트릭을 터뜨리며, 선수 본인 커리어 역사상 최초의 해트트릭을 기록하였다. 또한 이는 서울 이랜드 역사상 세번째 해트트릭이기도 하였다. 8월 26일 경남 FC와의 홈 경기에서 또다시 득점을 기록하며, 2경기 연속골을 기록했다. 2017시즌 최오백은 15경기 중 14경기를 선발 출장하였고, 5골 2도움을 기록하였다.
2018 시즌 첫 골은 3월 31일 잠실종합운동장에서 열린 부천 FC 1995와의 K리그2 5라운드 경기였다. 5월 19일 12라운드 부천과의 원정 경기에서는 시즌 처음으로 윙백 포지션에서 출전하게 되었고, 최오백은 이 경기에서 1골 1도움을 기록하였다. 7월 16일 안산 그리너스 FC와의 홈 경기에서 후반 8분 김재웅의 도움을 받아 선제골을 기록하였으며, 자신의 프로 통산 열번째 골을 기록하였다. 7월 28일 홈에서 열린 대전 시티즌과의 경기에서 최치원의 골에 도움을 기록하였다.

### 성남 FC
2018년 12월 31일 성남 FC로의 이적이 발표되었다.

### 경주 한수원
2021시즌을 앞두고 K3리그의 경주 한국수력원자력 축구단에 입단했다.